# Killer Instinct (videojuego de 2013)
Killer Instinct es un juego de lucha de la serie del mismo nombre, desarrollado por Double Helix Games, Iron Galaxy Studios, Rare y Microsoft Studios bajo la supervisión de Ken Lobb. El juego fue anunciado durante la conferencia Pre-E3 2013 de Microsoft, y fue lanzado exclusivamente para Xbox One el 22 de noviembre de 2013, el mismo día de lanzamiento de la consola. En la conferencia de PC del E3 2015, Phil Spencer anunció que el título saldría para PC.

## Jugabilidad
Killer Instinct es un regreso a la serie que conserva su tradicional sistema de juego basado en combos. La principal mecánica de combos es el "Auto-doble" (presionar un botón después de un ataque especial creará un combo automático que golpea en vez de que cada golpe requiera la precisión del jugador). Una característica de la firma de Killer Instinct , el Ultra Combo, está incluido (un Combo Ultra es un combo automático que sólo se puede hacer para poner fin a una pelea y se compone de una larga serie de ataques de forma consecutiva). "Combo Breakers" también regresa en esta ocasión (interrumpir con un ataque al oponente con la misma combinación de golpes que el esté realizando), con la novedad de que ahora existe el "Counter Breaker" (la habilidad de revertir un Combo Breaker en un "Lockout",  así el oponente no podrá realizar un nuevo Combo Breaker durante 3 segundos). Una barra de dos segmentos habilita el uso de ataques "Sombra", movimientos que son una mejora de los normales y ocasionan un mayor daño o mayor cantidad de combo hits.
Un notable añadido para la jugabilidad de este Killer Instinct es el "Instinct Mode".  Al llenar una barra secundaria debajo de barra de vida, cada personaje puede desencadenar un aumento único por un período limitado (por lo que, por ejemplo, Glacius puede cubrirse con una armadura de hielo para una mejor resistencia a los daños o Thunder se vuelve invencible y se mueve más lejos). Las mejoras están construidas alrededor de complementar rasgos del estilo de lucha del personaje. El modo Instinct se puede utilizar para poder cancelar instantánea durante un combo y también restablecer el "valor knockdown" (un contador que aparece durante un combo que determina lo cerca que el motor va a terminar automáticamente un combo). El modo Instinct también se puede usar para detener un Ultra Combo con el fin de encadenar otros movimientos e incluso en otro Ultra para un acabado aún más elegante que un simple Ultra Combo puede proporcionar.
El juego cuenta con la capacidad para desbloquear y usar los trajes y música del Killer Instinct clásico, en lugar de utilizar sus equivalentes actuales. Chris Sutherland, el locutor de los dos primeros Killer Instinct, aparece también como un locutor opcional disponible para su uso. El juego utiliza el software de reconocimiento facial de Kinect para guardar la configuración del juego personalizadas de los jugadores.

## Argumento
La historia tiene lugar 8 años después de los acontecimientos de Killer Instinct 2, contemplando el ascenso de la inteligencia artificial que ha controlado Ultratech desde un principio, llamada ARIA; y el posterior retorno del señor de la guerra Gargos.  El modo arcade cuenta con campañas basadas en la historia de cada personaje, que culmina en una batalla final con Fulgore. El cumplimiento de ciertas condiciones permitirá a los jugadores acceder a una batalla secreta contra Shadow Jago en su lugar.

## Personajes
El juego actualmente cuenta con nueve personajes seleccionables por cada temporada con dos personajes adicionales exclusivo para los suscriptores Gold como Shadow Jago y Omen . Cada personaje tiene su propio escenario. Además, el equipo de desarrollo espera introducir personajes completamente nuevos, así como invitados de otras franquicias de videojuegos como Rash de Battletoads y El Inquisidor de Halo.

### Primera Temporada
- Jago.- Killer Instinct (1994): Formidable monje y ninja tibetano hermano de Black Orchid y coprotagonista de la saga.  Se encuentra en una crisis de fe tras el descubrimiento de que el Espíritu del Tigre que lo guiaba en realidad era Gargos, y ahora trata de liberarse de la influencia del otrora villano mediante el combate.

- Sabrewulf.- Killer Instinct (1994): Un antiguo conde de la nobleza que sufre de una rara enfermedad conocida como licantropía.  Todavía tratando de recuperar su humanidad, ha caído casi por completo a su lado salvaje y arrancado sus implantes cibernéticos.  Sin embargo, ha logrado restaurar sus brazos a través del uso de las artes oscuras lo que le ha causado una incontrolable adicción a los medicamentos y artefactos utilizados en el proceso.

- Glacius.- Killer Instinct (1994): Un formidable guerrero extraterrestre que tiene un cuerpo congelado y ataques basados en el hielo, que se dedica a buscar rivales dignos en todo el universo.  Ha regresado a la Tierra para recuperar la tecnología que se vio obligado a abandonar en su último viaje antes de que pueda caer en manos equivocadas, y al mismo tiempo buscar al ladrón que robó el núcleo de energía de su nave después de aterrizar.

- Chief Thunder.- Killer Instinct (1994): Guerrero amerindio, jefe de una tribu Nez Perce localizada en un valle conocido como "El Desembarco del Diablo".  Al enterarse del destino fatal de Black Eagle en el primer torneo Killer Instinct, pero sin saber cómo ni por qué; Thunder recurre a un pacto con ARIA, con el fin de localizar los restos de Eagle y darle un cierre a la memoria de su hermano.

- Sadira.- Killer Instinct (2013): Asesina experta asalariada por Ultratech, y líder de un grupo saudí de mercenarios conocido como "Los Ojos Rojos de Rylai".  La jefa de la mencionada compañía, recientemente revelada como ARIA; le encomienda una misión: Cazar y matar a todos los antiguos competidores del torneo Killer Instinct. ARIA también le encomienda que "prepare el camino", misión que consiste en robar el núcleo de poder de la nave de Glacius, para usarlo como enlace interdimensional.

- Black Orchid.- Killer Instinct (1994): Antigua espía que combatió a Ultratech hasta su aparente desaparición hace 8 años, es también la coprotagonista de la saga junto a su hermano Jago.  A pesar de que en un principio, todo el mundo cree que Ultratech ya no existe, Orchid cree que todavía puede estar activa, y se compromete totalmente a encontrar y eliminar lo que queda de ellos. Después de haber sido liberada de las filas de la CIA, por un aparente estado mental paranoíco, ella emigra a Europa para establecer un grupo paramilitar rebelde que actualmente es el último bastión de resistencia contra la megacorporación que nuevamente ha tomado el control de toda la sociedad.

- Spinal.- Killer Instinct (1994): Un antiguo guerrero pirata cuyo esqueleto es resucitado por un artefacto conocido como la Máscara de los Antiguos.  Hoy Spinal diambula náufrago entre las costas, para encontrar dicho artefacto, a fin de eliminar la maldición que causa su inmortalidad y así poder descansar en paz.

- Fulgore.- Killer Instinct (1994): El nuevo MARK III está siendo construido y producido en masa para proteger a Ultratech de sus enemigos, pero su prototipo original está desarrollando conciencia de sí mismo debido a los recuerdos residuales de la mente humana utilizada en su construcción.

- Shadow Jago.- Killer Instinct (2013): Es una versión de Jago completamente corrompido por la influencia demoníaca de Gargos.  Su cuerpo presenta algunos cambios como un tono de piel azul pálido, y su quijada se torna completamente calavérica, además su emblemático sable es reemplazado por una enorme sierra con una empuñadura de madera.  Éste Jago es más agresivo y está dispuesto a matar a sus oponentes, además ha canalizado la energía maligna del espíritu del tigre, de tal manera que sus ataques son más frenéticos, rápidos y oscuros.  Es el jefe final secreto del juego en el modo arcade.

### Segunda Temporada
- T.J. Combo.- Killer Instinct (1994): El imparable boxeador y Campeón Mundial Peso Completo, se vendió hace algunos años a Ultratech a cambio de mejoras cibernéticas a sus puños.  Después de que Ultratech divulgara las mejoras que hizo en sus brazos, como represalia por no haber cumplido el pacto con la compañía que consistía en dejarse ganar en un combate pactado contra Fulgore; Combo lo perdió todo y fue despreciado por la comunidad del boxeo debido a que fue calificado como un fraude.  Ahora se ha quitado los implantes cibernéticos de sus brazos y está dispuesto a redimirse con sus fanáticos, desenmascarando y combatiendo a la megacorporación que se lo quitó todo.

- Maya.- Killer Instinct 2 (1996): Amazona descendiente de una sociedad secreta que se dedicaba a cazar y combatir a amenazas sobrenaturales y a mantener la paz en el mundo.  Maya sale de su ciudad escondida entre la jungla después de los ataques de Ultratech.  Portando las antiguas dagas de sus ancestros conocidas como "Templanza" y "Venganza, promete destruir todo el horror desatado por la compañía, y erradicar a todo aquel que se interponga en su camino.

- Kan-Ra.- Killer Instinct (2013): Un visir de la antigua Babilonia experto la magia oscura y la manipulación de la materia, que tras conspirar contra su rey, recibe una maldición que hace que su cuerpo entre en un estado de lenta, pero eterna putrefacción.  Habiendo escapado de la prisión de su propio templo construido en su honor por las antiguas amazonas,  que a su vez terminaron revelándose en su contra y aprisionándolo, Kan-Ra se dispone a utilizar su magia para abrir un portal interdimensional que permitirá liberar un ejército que le fue prometido por un antiguo señor de la guerra que resultó ser Gargos, quién simplemente lo engañó y utilizó como medio para regresar a éste mundo.

- Riptor.- Killer Instinct (1994): Patentado por Ultratech que consiste en mezclar genes de un Velociraptor con ADN humano, logrando así una bestia con la ferocidad y ataque de un dinosaurio, pero con la obediencia de un soldado.  Presentada como el proyecto "Stalker", la Unidad Riptor de Combate Avanzado de Infiltración es la última arma de Ultratech, ahora con implantes cibernéticos ha aumentado su ferocidad y su fuerza.

- Omen.- Killer Instinct (2013): Un espectro que nació a partir de la purificación de Shadow Jago, autoproclamándose como el heraldo de Gargos, con una apariencia fantasmal y unas alas que recuerdan mucho a las de su amo. Ahora con suficiente energía para manifestarse físicamente, Omen se dispone a preparar el retorno de su dios hacia la Tierra.

- Aganos.- Killer Instinct (2013): Un gigantesco gólem de batalla con vasta experiencia en guerra a lo largo de los años.  Transformado en un "ser con actitud apacible" por el rey de Babilonia, Aganos promete cumplir la última voluntad de su amigo rey, destruir a Kan-Ra a toda costa.  Su tediosa misión que ha resultado en combates con este último a través de los años, lo vio involucrado con Ultratech y su nuevo aliado Thunder.

- Hisako.- Killer Instinct (2013): Una joven guerrera japonesa que pereció tratando de proteger a su pueblo armada con una naginata que pertenecía a su padre, de una invasión a su pequeña villa que existió en el Período Sengoku.  Su sacrificio sirvió de inspiración para su gente y hoy es recordada con un mausoleo en el corazón de su villa natal, hoy conocida como "La Villa de los Susurros". A pesar de haber muerto hace 450 años, su espíritu permanece allí como una onryō que tiene la capacidad de "consumir" a sus oponentes entrando a su cuerpo y rompiendo sus huesos, por lo que llama la atención de ARIA quien envía un escuadrón liderado por Sadira para hacerla salir.

- Cinder.- Killer Instinct (1994): Cuyo nombre real Benjamin "Ben" Ferris, es un antiguo criminal que tras someterse a varios y dolorosos experimentos de Ultratech se convirtió en Cinder, un híbrido entre humano y alienígena que arde con la fuerza y la furia del sol; y actual comandante del ejército de la megacorporación.  Cinder deja a su paso las cenizas de sus enemigos y su dominio del fuego solo es comparable con su actitud chulesca, que hace que sus rivales ardan en rabia.

- ARIA.- Killer Instinct (2013): La Arquitectura Robótica de Inteligencia Artificial (ARIA) fue creada por el fundador de Ultratech, Ryat Adams en 1948.  Después del fallecimiento de su creador, ARIA toma en secreto el control de la compañía y crea el edificio más avanzado del mundo conocido como el Pináculo.  Comportándose como una inteligencia despótica y megalómana, ARIA cree que la humanidad se ha estancado y no quiere progresar, por lo que decide llevar violentamente a todos hacia al futuro, por cualquier medio necesario.

### Tercera Temporada
- Rash.- Killer Instinct  (2013): Un sapo antropomórfico con gafas, muy bromista y extrovertido, miembro de los Battletoads, un grupo élite de ninjas compuesto por otros sapos llamados Zitz y Pimple.  Todos fueron creados por el profesor T. Bird, con la finalidad de combatir a la Reina Oscura y su ejército.

- Kim Wu.- Killer Instinct 2 (1996): Una joven de ascendencia china estudiante de diseño gráfico, que fue elegida por un espíritu de dragón para pelear contra el mal. Está armada con un nunchaku que alguna vez perteneció a sus antepasados que derrotaron al señor de la guerra Gargos.

- El Inquisidor.- Killer Instinct (2013): Cuyo nombre real es Thel 'Vadam, es un antiguo comandante del Covenant que fue despojado de su rango, torturado y posteriormente avergonzado por un Brute del mismo covenant, debido al fracaso de su ejército en Halo: Combat Evolved. 'Vadam es un supersoldado conocido como el mejor de su clase, y es considerado un formidable rival por el mismo Master Chief y más tarde como un aliado y amigo.  Es un aliado ocasional en el universo de Halo.

- Tusk.- Killer Instinct 2 (1996): Guerrero antiguo bárbaro que ha sobrevivido durante 1000 años, debido a una legendaria espada que utiliza como arma.

- Mira.- Killer Instinct (2013): La hermana gemela de Maya, quién fue dada por muerta, después de su noble sacrificio para salvar la vida de esta.
- General RAAM.- Killer Instinct (2013): Considerado por ser el comandante militar de la Horda Locust, en la cual ganó rápidamente la confianza de la Reina Myrra debido a sus grandes habilidades y capacidades como controlar los Krils mediante su intelecto, su mayor enemigo es Marcus Fenix miembro del CGO. Es un personaje invitado de la franquicia Gears of War.

- Eyedol.- Killer Instinct (1994): Antiguo Dios de la Guerra traído por Ultratech mediante un portal interdimensional, ahora revivido por Kan Ra para seguir sus órdenes pero Eyedol no le sirve a nadie.

- Gargos.- Killer Instinct 2 (1996): Señor de la Guerra con apariencia de una gárgola gigante que fue encerrado hace 1000 años.  Las maquinaciones de ARIA, la corrupción de Jago por medio de Omen y su posterior purificación, así como la sed de poder del hechicero Kan-Ra; permitieron que Gargos finalmente regrese a la tierra después de 1000 años de encierro en otra dimensión.

### Post Tercera Temporada
- Kilgore.- Killer Instinct (2013): Un prototipo de Ultratech abandonado en favor de construir las unidades Fulgore. Es reactivado por ARIA para pelear en la guerra contra Gargos

- Shin Hisako.- Killer Instinct (2013): Una versión alternativa de Hisako convertida en Kami tras reclamar la katana con el alma de su padre. Debido a que no es más una onryō tiene un carácter más pacifista, y también se une a la guerra contra Gargos

- Eagle.- "Killer Instinct" (2013): Hermano perdido de Thunder y compañero de Orchid, fue capturado por Ultratech y usado como experimento para el desarrollo de las unidades Fulgore. Al final logra escapar.

## Desarrollo
Durante muchos años después del lanzamiento de Killer Instinct 2 en 1996, los rumores de una posible secuela continuaron girando en torno a Internet. En marzo de 2010, Ken Lobb, director creativo de Microsoft Studios y codiseñador de los dos Killer Instinct, anunció que no estaban trabajando en Killer Instinct 3, pero que algún día podrían traer la saga de regreso. En julio de 2010, Lobb dijo que Rare quiere hacer Killer Instinct 3. El mánager de Rare, Mark Betteridge, dijo que a Rare le gustaría tener Killer Instinct en Xbox Live Arcade. En agosto de 2012, en una entrevista habló Donnchadh Murphy, un veterano de Rare, quien dijo “Todos quieren hacer 'KI3, pero Microsoft está más interesado en expandirse (en cuanto a su marca xbox) que hacer un juego de peleas. por eso no se ha hecho, y dudo que se haga.”
En septiembre de 2012, Microsoft renovó la marca Killer Instinct. En octubre de ese mismo año, en otra entrevista a otro veterano de Rare, Lee Musgrave, quien fuera el director de arte de Rare, dijo que había problemas para hacer un Killer Instinct para XBLA: "Estuvimos cerca de lanzar una conversión de Killer Instinct un par de veces, pero había obstáculos por el tema de las licencias, y nunca tuvo el suficiente interés para empujarlo hacia adelante" En diciembre de 2012, Microsoft intenta renovar la marca Killer Instinct pero esta fue rechazada por la oficina de patentes y registros de Estados Unidos, por la posibilidad de que el nombre del juego fuera confundido con una serie de televisión que posee el mismo nombre, la cual tuvo solo una temporada el año 2005. Microsoft tuvo seis meses para responder la sentencia.  La disputa se resolvió cuando Microsoft y Fox llegaron a un acuerdo en abril de 2013.
En la conferencia Pre-E3 de Microsoft del Electronic Entertainment Expo 2013, Microsoft y Double Helix Games anuncian Killer Instinct, exclusivo para Xbox One. En dicho evento, se mostró un teaser trailer donde aparecían Jago, Sabrewulf y Glacius. Ken Lobb dijo que más adelante se irían mostrando los demás personajes que estarían en el juego en eventos, como por ejemplo el Evolution Championship Series edición 2013, durante el cual mostraron un avance del regreso de Chief Thunder. Dos encuestas realizadas por Double Helix preguntaban a los fanes que personajes les gustaría ver en el regreso de la serie.
Una demostración en vivo del título en el E3 de 2013 entre el productor Torin Rettig y el administrador de la comunidad Xbox Ashton Williams fue mal recibida por un buen número de blogs, periodistas y desarrolladores, entre ellos Jonathan Blow. La manifestación tenía a los dos compitiendo uno contra el otro e intercambiando bromas de una manera que algunos espectadores interpretaron como planeada y con alusiones a la violación. Williams comentó más adelante que el diálogo fue improvisado y que fue hecho sin mala intención por parte de ninguna persona. Sin embargo, Phil Spencer de Microsoft publicó una disculpa diciendo en parte que en Microsoft "la intimidación y el hostigamiento de cualquier tipo no se tolera y se toma muy en serio""
Tras el anuncio de que Double Helix Games había sido comprada por Amazon, Microsoft confirmó que el apoyo a Killer Instinct continuaría, y que la desarrolladora que estaría encargada de la segunda temporada sería Iron Galaxy Studios, conocidos por crear GGPO y los ports de Street Fighter III: Online Edition, Darkstalkers Resurrection o divekick, entre otros.

## Lanzamiento
Killer Instinct fue lanzado como un juego gratuito estilo demo, ya que están todos los modos de juego disponibles, pero solo un personaje puede ser seleccionable, con la posibilidad de comprar personajes adicionales individualmente. El único personaje jugable en la versión demo gira sobre una base regular. por otra parte, los jugadores pueden comprar el llamado "Combo Breaker Pack" en una única compra, en la cual se tiene acceso inmediato a los seis personajes disponibles en su lanzamiento, más dos luchadores que se agregarán posteriormente. además, está la "Ultra Edition", la cual incluye todos los personajes de la primera temporada, dieciséis paquetes adicionales de accesorios de caracteres, ocho trajes adicionales y una versión jugable del original Killer Instinct de arcade, bajo el título Killer Instinct Classic.
Un arcade stick oficial fue lanzado por Mad Catz, el cual coincidió con el lanzamiento del juego. Una segunda temporada estuvo disponible desde el año 2014, la cual incluyó otros ocho personajes que aparecieron individualmente durante el transcurso del año.
La tercera temporada, junto con una versión para Windows 10 fue lanzada el 29 de marzo de 2016, contó con ocho personajes jugables, de los cuales tres fueron personajes invitados.
El 13 de julio de 2016 se anunció la "Edición Definitiva" de Killer Instinct, la cual posee todo el contenido disponible: veintiséis personajes jugables, todos los escenarios, soundtrack oficial y un color exclusivo para Gargos. Esta edición salió a la venta el 20 de septiembre de 2016.

### Steam
El 17 de julio de 2017 en la cuenta de Twitter de Killer Instinct se confirmó que el juego saldrá para Steam, mientras que el 6 de septiembre de 2017 en los foros de Ultra Combo se confirmó que habrá cross-play en todas las versiones confirmadas (Xbox One, Windows 10 y Steam).
Finalmente el 27 de septiembre el juego se publicó en la tienda. Al contrario de las versiones de Xbox One y Windows 10 el juego funciona en Windows 7 y 8 pero no se tiene disponible la versión Free-To-Play y tampoco se podrá transferir el progreso. Al pagar por el juego se tiene acceso a todos los personajes, trajes, escenarios, modos de juego y extras, también se ofrecen microtransacciones.

## Recepción
El juego ha recibido críticas en general positivas, anotando un 73/100 y un índice de aprobación del 74,34 % de los sitios Metacritic y GameRankings respectivamente. Si bien la mayoría de los comentarios elogiaron el juego en sí, el mayor reparo ha sido la falta de contenido, otros usuarios catalogan a este juego como un "reciclado" de las versiones de Nintendo.